# Solid Steel
Solid steel je název pro sérii DJ mixovaných alb pod hlavičkou nezávislého labelu Ninja Tune ve Velké Británii.První album vyšlo v roce 2001 a vytvořili ho DJ Food a DK. V lednu 2003 se objevil mix od Hexstatic. V září téhož roku The Herbaliser, v červnu 2004 Amon Tobin, v září 2004 Mr Scruff, v září 2005 DJ Kentaro, v říjnu 2005 Bonobo, v dubnu 2007 znovu DJ Food a DK.
Solid steel je také název pro internetové radio, kde je možno každý týden poslouchat dvou hodinový mix set od více, či méně známých DJ a hudebních interpretů. Jeho historie sahá až do roku 1988. Tehdy prvními hosty byli ColdCut ( Matt Black a Jonathan More). Použili tehdy krom běžného mixu hudby i cut-up techniku v živém vystoupení, jež vešlo ve známost na rozhlasových vlnách jako „The Broadest Beats in London“. V roce 1993 se mezi pravidelné interprety zařazuje Strictly Kev ze skupiny DJ Food a rozšiřuje hudební techniku o PC. Představení je rozděleno do čtyř, 30 minutových částí. Na každé z čtvrtině se může podílet jiný interpret, ale není výjimkou, kdy celých 120 minut vytvoří pouze jeden DJ. Od roku 1997 se přidává jako producent a DJ Darren Knott (známý spíše pod nickem DK), jenž show produkuje až do dnešních dnů. V současnosti probíhají živá vystoupení pod názvem Solid Steel v klubech po celé Evropě.